# Amsterdam Science Park

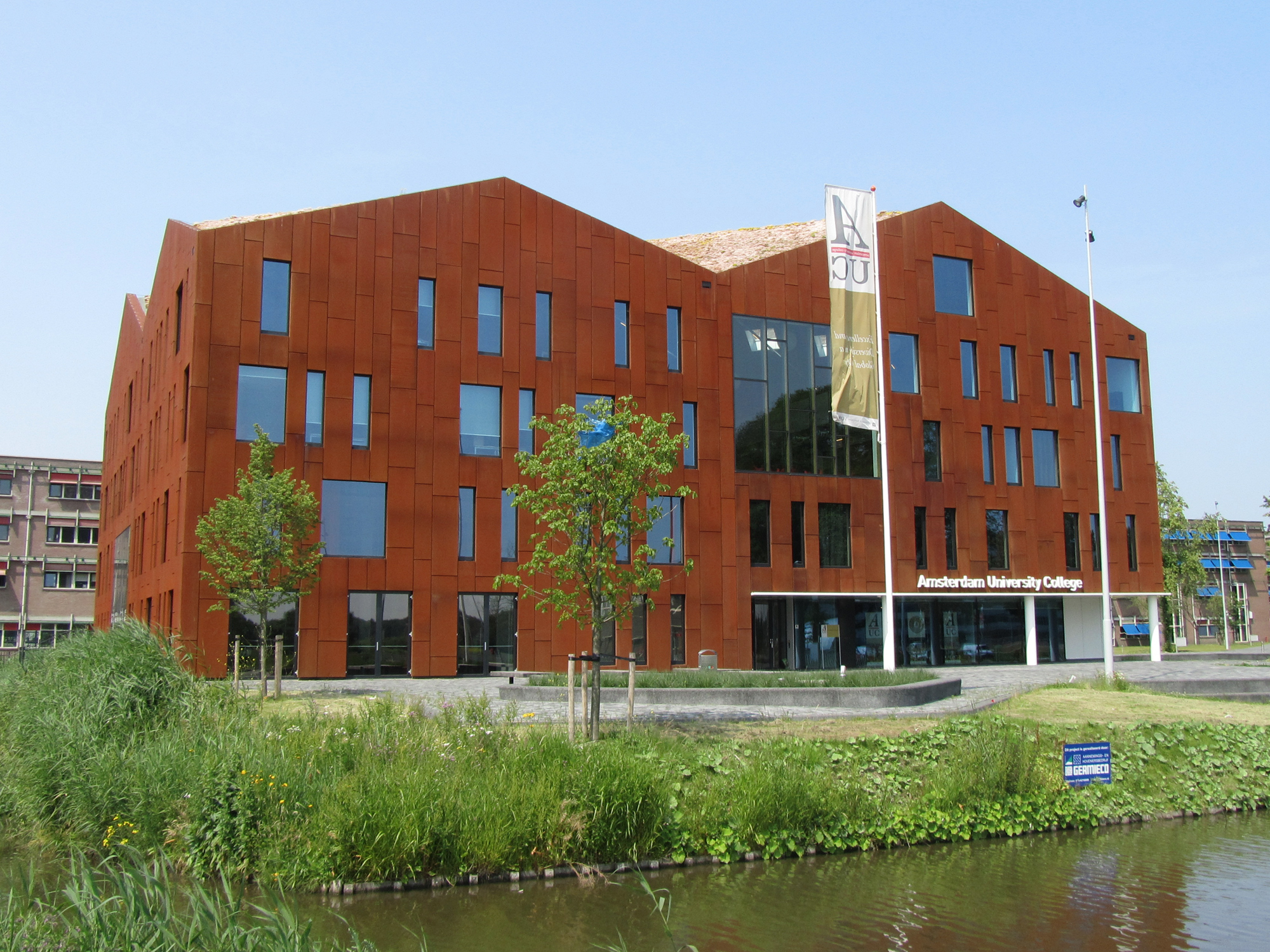
Amsterdam University College

Amsterdam Science Park (Engels voor "Amsterdamse campus voor exacte wetenschappen") is een concentratiegebied voor onderzoek in Amsterdam. 

## Geschiedenis
Dit oostelijk gedeelte van de Watergraafsmeer was oorspronkelijk na drooglegging bestemd voor agrarische gebruik   
met grasland en boerderijen. De toenmalige gemeente Watergraafsmeer, die bestond van 1817-1921, had in reaktie op annexatieplannen van Amsterdam een plan voor uitbreiding met tuindorpen en op deze plaats was een aanzienlijk park voorzien. Het mocht echter niet meer baten omdat Amsterdam in 1921 de gemeente toch annexeerde. 
Dit deel bleef echter agrarische tot dat Universiteit van Amsterdam in 1963 36 hectare polder voor 7,5 miljoen kocht van eigenaar J.J. Siepman van den Berg. De pacht aan de aanwezige veehouders werd na 150 jaar opgezegd maar de boeren werden door de Universiteit schadeloos gesteld. De boerderijen werden gesloopt behalve de Anna Hoeve die bleef behouden en naderhand geïntegreerd. 
In 1968 verhuisde de faculteit biologie, die tot dan op dure grond rond Artis en de Hortus zaten, naar het nauwelijks ontsloten kale terrein en kregen een eigen mechanische werkplaats, bibliotheek en dierenstal met verzorgers. 
Aanvankelijk kwamen er maar beperkt gebouwen en instituten bij die ten opzichte van de stad nog steeds afgelegen waren gelegen. In 1984 werd de Stichting "Wetenschappelijk Centrum Watergraafsmeer" opgericht die naamgever van de uitbreiding werd die tot stand zou komen en in 1991 kwam er voor het eerst openbaar vervoer. In 1992 kwamen er naast de universiteit de Matrixgebouwen voor startende bedrijven.

## Uitvoering
In 1996 werd het te ontwikkelen gebied door de gemeente grootstedelijk verklaard en werd er door drie grondeigenaren, de gemeente Amsterdam, de Universiteit en de Nederlandse Organisatie voor Wetenschappelijk Onderzoek, volop gebouwd en werd het centrum vanaf dan steeds verder uitgebreid. De naam "Wetenschappelijk Centrum Watergraafsmeer" werd vervangen door de meer internationaal klinkende naam "Amsterdam Science Park". 

Het is een gebied van 70 hectare met als belangrijkste functie het leveren van voorzieningen voor natuurwetenschappelijk onderzoek, exacte wetenschap, ICT en biologie. is ontwikkeld tot internationaal kenniscomplex, waar samenwerking tussen wetenschappelijk onderwijs, onderzoek en kennisintensieve bedrijvigheid gestimuleerd wordt.
Op Amsterdam Science Park bevinden zich woningen, ruim 90 bedrijven gespecialiseerd in ICT en biologie, de bètafaculteit van de Universiteit van Amsterdam en wetenschappelijke instituten. Daarnaast zijn er meerdere horecagelegenheden en een sport-accommodatie met in de open lucht het Boulderblok Universum.

## Onderzoek
In het gebied zijn verschillende onderzoeksinstituten gevestigd, waaronder Nikhef, AMOLF en het CWI. Ook SARA Nationaal HPC Centrum heeft er zijn hoofdlocatie. SARA en Nikhef herbergen elk een van de acht knooppunten van de Amsterdam Internet Exchange.
Het complex biedt onderdak aan acht onderzoeksinstituten van de Faculteit der Natuurwetenschappen, Wiskunde en Informatica (FNWI): Institute for Logic, Language and Computation, Institute of Physics, Instituut voor Biodiversiteit en Ecosysteem Dynamica, Instituut voor Informatica, Korteweg-de Vries Instituut voor Wiskunde, Sterrenkundig Instituut 'Anton Pannekoek', Swammerdam Institute for Life Sciences en Van 't Hoff Institute for Molecular Sciences.

## Onderwijs
De Faculteit der Natuurwetenschappen, Wiskunde en Informatica (FNWI) van de Universiteit van Amsterdam (UvA) werd officieel geopend in november 2010. De volgende opleidingen zijn alle ondergebracht in het gebouw op het Science Park:
- Aardwetenschappen
- Biologie
- Biomedische wetenschappen
- Bèta-gamma
- Informatica
- Informatiekunde
- Kunstmatige intelligentie
- Sterrenkunde
- Scheikunde
- Wiskunde
- Natuurkunde
- Fysische geografie
- Future Planet Studies
- Psychobiologie
- Science, Technology & Innovation

In 2012 vestigde het Amsterdam University College zich ook op Science Park Amsterdam.

## Biotechnologiebedrijven op het Amsterdam Science Park
Het Amsterdam Science Park heeft een sterke focus op biotechnologie en life sciences. Het park huisvest meer dan 90 bedrijven en onderzoeksinstellingen die actief zijn op het snijvlak van wetenschap en ondernemerschap. Belangrijke onderzoeksinstituten zoals AMOLF en het Van 't Hoff Institute for Molecular Sciences dragen bij aan fundamenteel en toegepast onderzoek in biotechnologie, nanofotonica en moleculaire wetenschappen.
Daarnaast zijn er diverse startups en gevestigde bedrijven actief op het gebied van gentherapie, moleculaire diagnostiek en duurzame biotechnologische oplossingen. Deze bedrijven profiteren van de nabijheid van academische instellingen zoals de Universiteit van Amsterdam en de aanwezigheid van incubators zoals het Matrix Innovation Center. 
Enkele prominente bedrijven zijn:
- Scenic Biotech: Gespecialiseerd in 'evolution-inspired medicine' voor zeldzame genetische aandoeningen.[3]
- VectorY: Ontwikkelt innovatieve gentherapieën, met focus op neurodegeneratieve ziekten zoals ALS en de ziekte van Huntington.[4]
- Macrobian Biotech: Richt zich op nieuwe behandelingen voor dopamine-gerelateerde stoornissen, waaronder de ziekte van Parkinson.[2]
- Inbiome: Pionier op het gebied van moleculaire diagnostiek, met snelle en eenvoudige bacteriële diagnostiek en microbiome-analyse.[5]
- Dispertech: Ontwikkelt instrumenten voor de analyse van nanodeeltjes, toepasbaar in diverse biotechnologische onderzoeksgebieden.[5]
- BioGX B.V.: Biedt moleculaire diagnostische oplossingen voor klinische en onderzoeksdoeleinden.[5]

## Ligging en bereikbaarheid
Het gebied is bereikbaar via station Amsterdam Science Park en met bus 40 die rond het Amsterdam Science Park rijdt en naar het Amstelstation en het Muiderpoortstation. Daarnaast wordt het gebied ontsloten door de Ooster Ringdijk, Kruislaan en de in oktober 2005 geopende Carolina MacGillavrylaan. Het deel van de Kruislaan na de MacGillavrylaan kreeg op 1 januari 2009 de nieuwe straatnaam "Science Park".

## Kunst
Op het terrein en aan de straat zijn diverse uitingen van "kunst in de openbare ruimte" te vinden. Steps of science – 48 tiles of organised knowledge zijn stoeptegels die verwijzen naar de wetenschap, Boomstronken is toegepaste kunst en Raw paradise is een lichtkunstwerk. In 2016 kwam Connectable bij (verbinding aan tafels).

## Schaaktoernooi
Sinds 2011 wordt er elke zomer een schaaktoernooi georganiseerd, het Amsterdam Science Park Chess Tournament.